# 주 (드라마)
《주》(영어: Zoo)는 2015년부터 2017년까지 방영된 미국의 텔레비전 드라마이다.

## 같이 보기
- 동물 사료
- 식품산업
- 테크노스릴러